# Вемел
Вемел (на нидерландски: Wemmel) е селище в Централна Белгия, окръг Хале-Вилворде на провинция Фламандски Брабант. Населението му е около 14 800 души (2006).